# Wabasca 166A
Wabasca 166A är ett reservat i Kanada.   Det ligger i provinsen Alberta, i den centrala delen av landet, 2 900 km väster om huvudstaden Ottawa. Wabasca 166A ligger vid sjön South Wabasca Lake.
I omgivningarna runt Wabasca 166A växer i huvudsak blandskog. Runt Wabasca 166A är det glesbefolkat, med 13 invånare per kvadratkilometer.